# 林鐵元門入
（1785年—1819年），日本圍棋棋手，為第九世林門悅的兒子，本名井田鐵元。
1805年因林家門下實無好手，二段的鐵元便被立為跡目，1813年（一說1816年）門悅去世，鐵元繼任，是為第十世林門入，後世為分區多稱林鐵元門入。
因為林家積衰不振（詳見門悅頁面），門悅在世時，被認為舟橋元美（本因坊察元晚年弟子，察元去世後改師事本因坊元丈）過繼到林家，並有機會成為家督，但是也有認為是十世門入在位時才過繼的。
1819年，六段的門入早逝，跡目元美繼任，是為有名的第十一世。

## 外部連結
日本圍棋故事